# Cratere Segers
Segers è un cratere lunare di 17,28 km situato nella parte nord-occidentale della faccia nascosta della Luna.